# Посольство США в Польше
Посольство Соединённых Штатов Америки в Польской Республике (англ. U.S. Embassy in Poland, пол. Ambasada Stanów Zjednoczonych Ameryki w Polsce) — американское дипломатическое представительство (посольство), расположенное на Уяздовской аллее № 29-31 в Варшаве.

## Организационная структура
- Политический отдел (англ. Political Section, пол. Sekcja Polityczna)
- Экономический отдел (англ. Economic Section, пол. Sekcja Ekonomiczna)

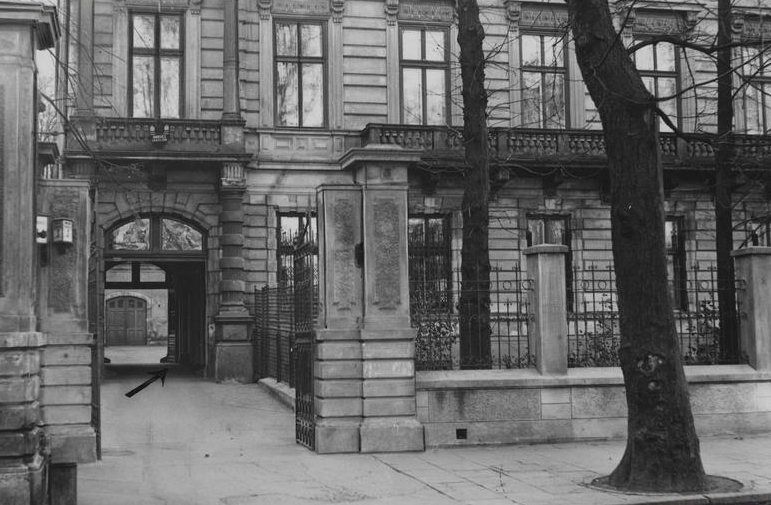
бывш. здание посольства США во дворце Воловского на ул. Фоксал (1922)

- Консульский отдел — улица Пекна № 14 (англ. Consular Section, пол. Sekcja Konsularna)
- Отдел по общественным делам (англ. Public Affairs Section, пол. Sekcja Spraw Publicznych)

- Американский центр источников информации — улица Пекна № 14 (англ. American Information Resource Center – AIRC, пол. Amerykańskie Centrum Źródeł Informacji)

- Торговый отдел (англ. Commercial Section, пол. Sekcja Handlowa)

- Представительство Торговой службы Соединённых Штатов — улица Кошикова № 54 (англ. U.S. Commercial Service, пол. Przedstawicielstwo Służby Handlowej Stanów Zjednoczonych)

- Сельскохозяйственный отдел (англ. Agricultural Section, пол. Sekcja Rolna)

- Представительство Зарубежной сельскохозяйственной службы (англ. Foreign Agricultural Service, пол. Przedstawicielstwo Zagranicznej Służby Rolnej)

- Отдел региональной безопасности (англ. Regional Security Office, пол. Sekcja Bezpieczeństwa Regionalnego)
- Отдел управления (англ. Management Section, пол. Sekcja Zarządzania)
- Бюро военного атташе (англ. Defense Attaché Office, пол. Biuro Attache Wojskowego)
- Бюро армейского сотрудничества (англ. Office of Defense Cooperation, пол. Biuro Współpracy Wojskowej)
- Представительство Федерального бюро расследований (англ. Federal Bureau of Investigation – FBI, пол. Przedstawicielstwo Federalnego Biura Śledczego)
- Представительство Управления по борьбе с наркотиками (англ. Drug Enforcement Administration – DEA, пол. Przedstawiciel Administracji Kontroli Farmaceutyków)
- Представительство Администрации транспортной безопасности (англ. Transportation Security Administration – TSA, пол. Przedstawiciel Administracji Bezpieczeństwa Transportowego)
- Генеральное консульство в Кракове — улица Столярска № 9, Краков. (англ. Consulate General Krakow, пол. Konsulat Generalny w Krakowie)

## История

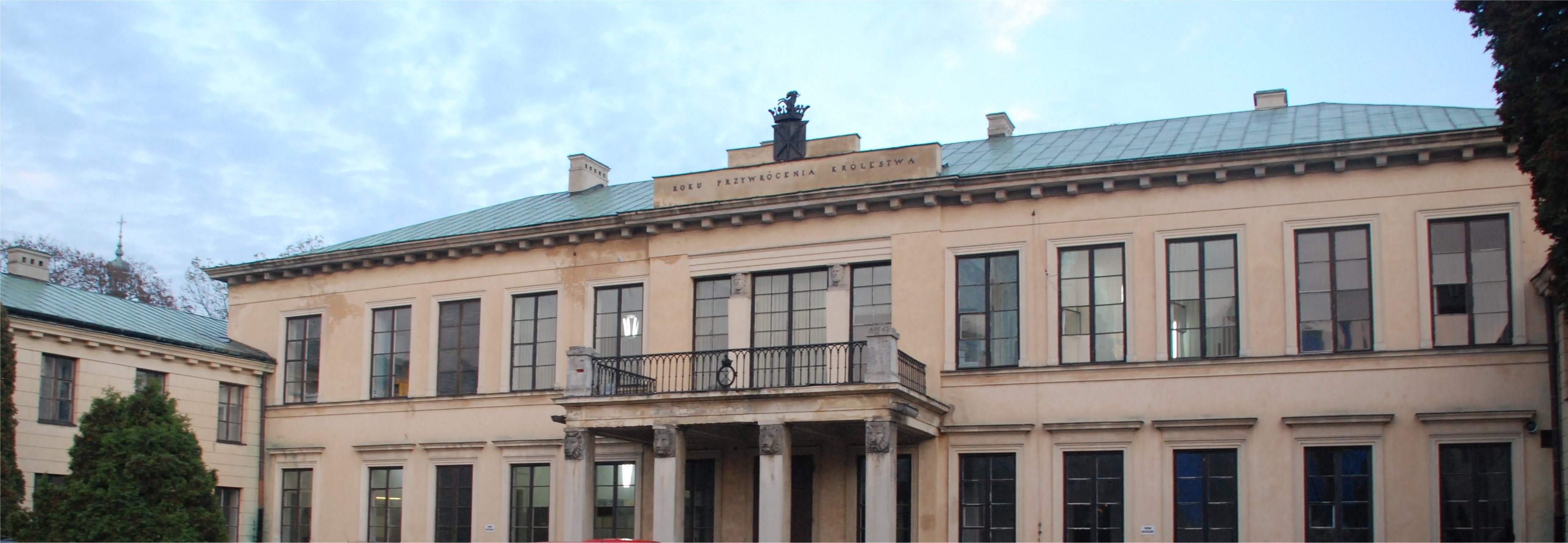
бывш. здание посольства США во дворце Замойских после 1920

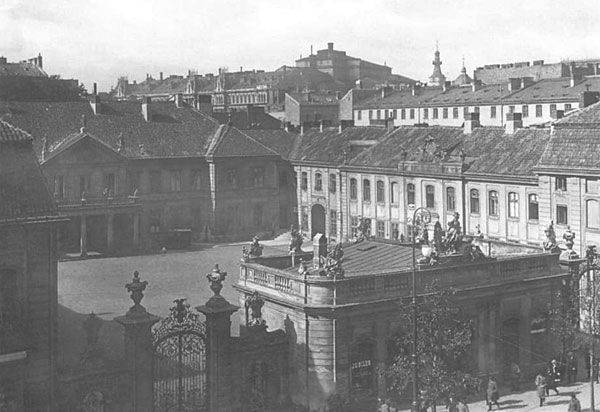
бывш. здание посольства США во дворце Потоцких (1932)

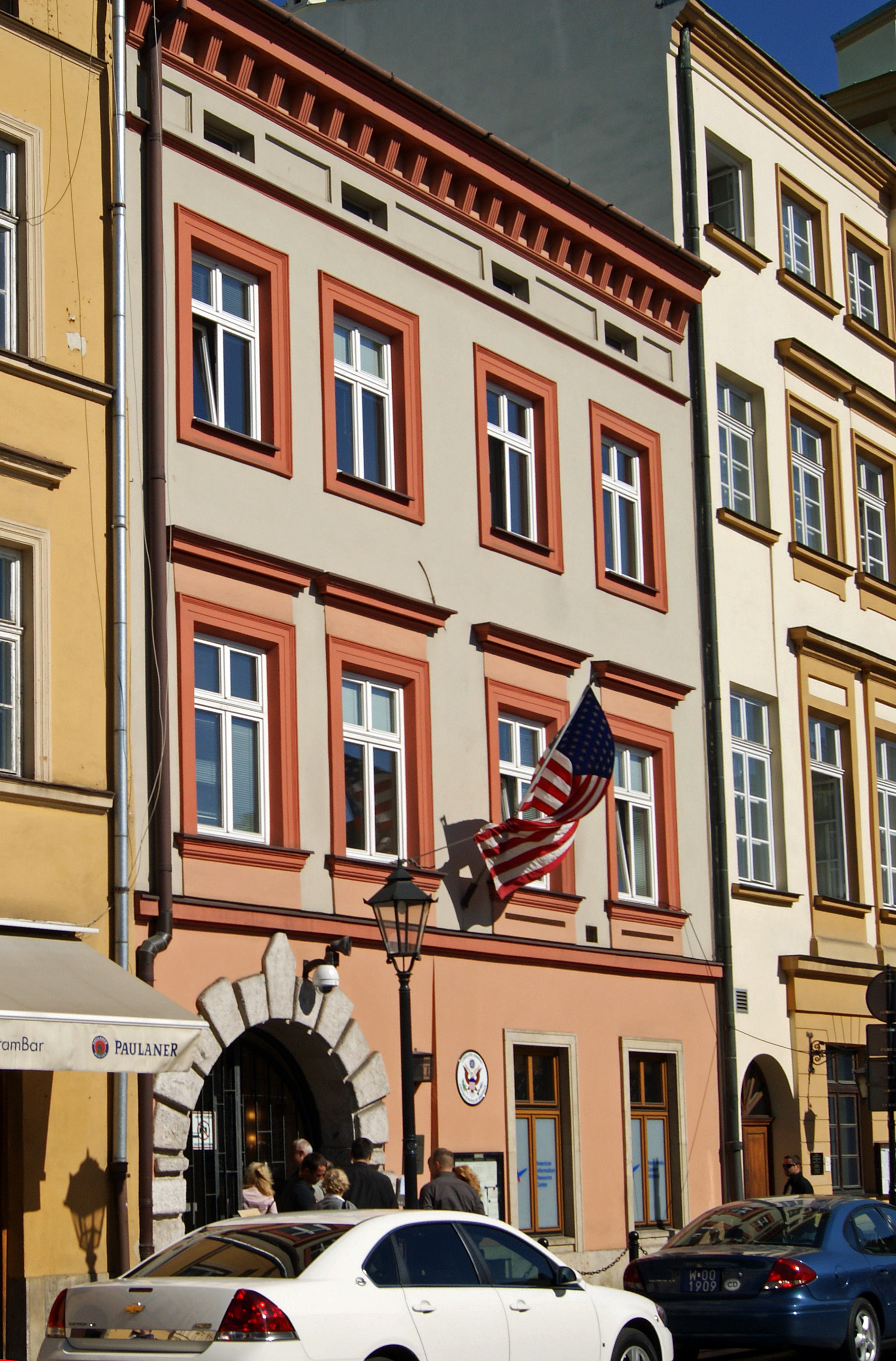
Консульство США в Кракове

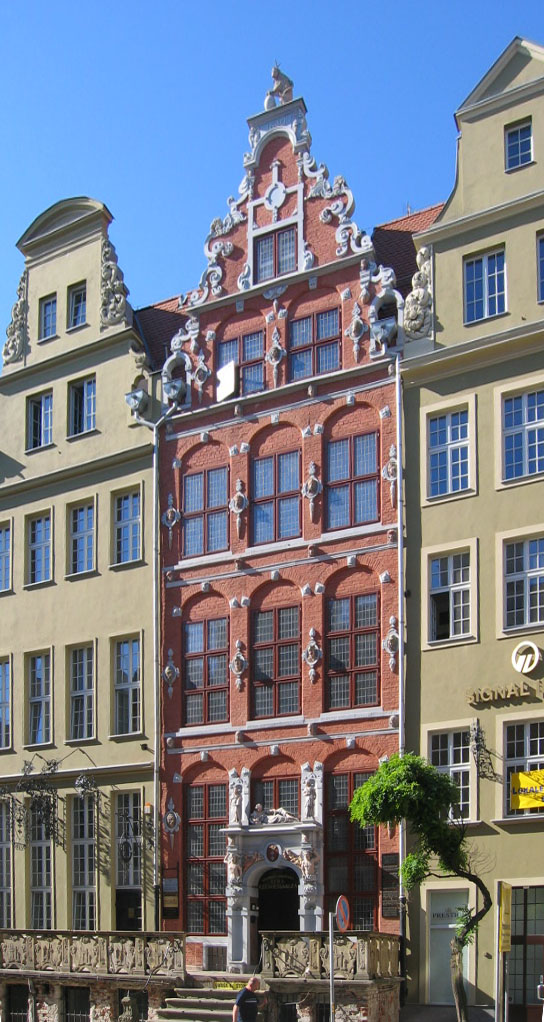
Дом Шлютера — бывш. консульство США в Данциге (1897)

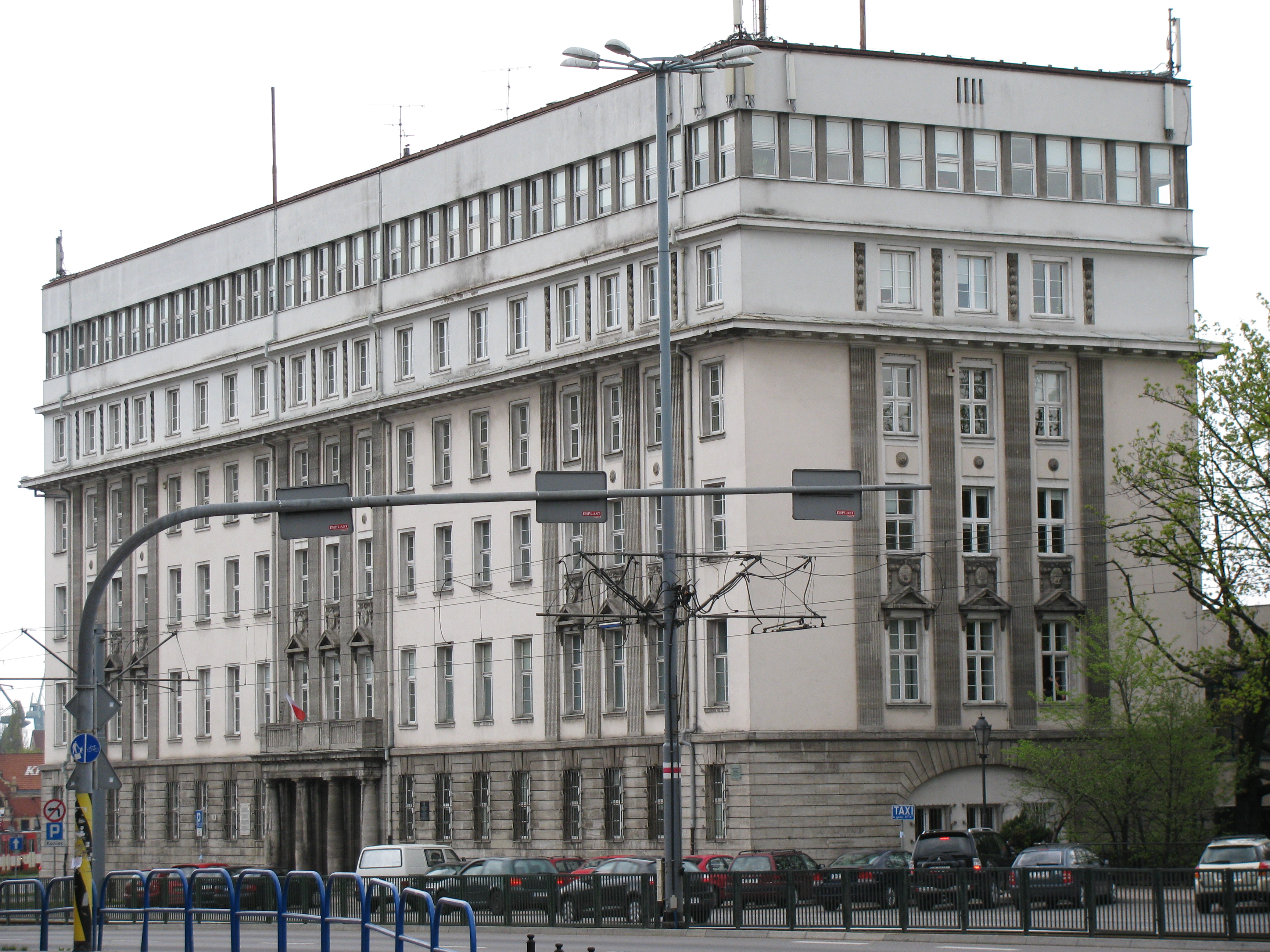
бывш. консульство США в Данциге (1922—1939)

### До Первой мировой войны
На территориях современной Польши, тогда входивших в состав Российской империи, консульская служба США действовала уже в период 1871—1917 годов. Консульство в Варшаве находилось на улице Ереванской (сейчас Кредитова) № 12 (1893), затем улица Смольна № 10 (1909), в здании Таубенгауза на углу Уяздовской аллеи № 18 и улицы Матейко № 9 (1913).
На территории Прусского королевства США имели консульские представительства в:
- В Гданьске (1836—1916) — сначала консульское агентство в Доме Шлютера на Йопенгассе (сейчас улица Пивна) № 2 (1897), затем на Лангермаркт (сейчас Длуги Тарг) № 45 (1909), с 1906 года консульство.
- В Губине (1897—1898) — консульское агентство.
- В Щецине (1798—1917) — консульство (1798—1816), генеральное консульство (1816—1819), консульство (1829—1917). В 1912 году располагалось по адресу Кёнигсплац (сейчас площадь Жолнежа Польскего) № 14.
- В Свиноуйсце (1905—1911) — консульское агентство.
- В Торуне (1906—1916) — консульство на Вальдовштрассе (сейчас улица Кюри-Складовской) № 27.
- Во Вроцлаве (1884—1917) — консульство. Известные адреса: Юнкерштрассе (Офяр Освенцимских) № 2, Гартенштрассе (ул. Пилсудского) № 10, Фальштрассе (ул. Влодковича) № 20, Музеумплац (Музейная площадь) № 13, Музеумштрассе (ул. Музеальна) № 7, Таунтзейнштрассе (ул. Косцюшки) № 13, Цвингерплац (Театральная площадь) № 5, Агнесштрассе (ул. Балуцкого) № 1, Хёфхенштрассе (ул. Зелиньского) № 67, Кайзер-Вильгельм-штрассе (ул. Повстанцев Слёнских) № 9, Швайдницер Штадтграбен (ул. Подвале) № 28, Кёрнерштрассе (ул. Трвала) № 11, Эльзассерштрассе (ул. Заользянска) № 12.
- В Жарах (1898—1911) — консульское агентство.

### Межвоенный период
Первое американское дипломатическое представительство в независимой Польше открылось в Варшаве в 1919 году. С 1920 года в ранге представительства, размещалось во дворце Замойских на ул. Сенаторской № 37, затем во дворце Воловского (называемом также дворцом Бурбона) на ул. Фоксал № 3 (1922—1930). Торговое бюро располагалось на Уяздовской аллее № 36, консульство доме братьев Арона и Израиля Бархахов, на ул. Ясней № 11 (24 комнаты первого этажа).
В 1930 году представительство получило ранг посольства и переехало во дворец Потоцких на Краковском предместье № 15 (1932). Затем было в доме Богдановича на Уяздовской аллее № 11 (1934—1936) и в вилле Станислава Лилпопа, где располагалось до 1939 года. Торговое бюро на Уяздовской аллее № 36, а затем № 47. После нападения Германии на Польшу посольство перенесено сначала в Париж (1939—1940), а затем в Лондон (1940—1945).
С 1919 года Соединённые Штаты поддерживали дипломатические отношения с Вольным городом Данцигем, на уровне консульства. В 1922—1936 годах консульство располагалось в здании Данцигского общества пожарной безопасности (нем. Danziger Feuersocietät) на Элизабетвалл (сейчас Валы Ягеллонские № 36) № 9, затем до 1938 года на Хиндербургераллее (аллея Звыченства) № 55, а потом до 1939 года опять на Элизабетвалл.
В Германии, на территории современной Польши, США содержали консульства:
- В Щецине (1924—1925)
- Во Вроцлаве (1924—1939) — Швадницерштрассе (ул. Свидницка) № 34/35, Халлштрассе (ул. Влодковича) № 1, Таунтзейнплац (пл. Косцюшки) № 3.

### После Второй мировой войны
В период 1945—1947 гг. посольство располагалось в Отеле «Полония» (Иерусалимские аллеи, 45). 
В 1948—1949 гг. — в вилле Гавроньских на аллее Сталина (Уяздовская аллея), дом №23. 
После сноса в 1963 году виллы Лилпопа, американские власти построили на её месте современное здание посольства, которое служит им с 1964 года.
Также США имело консульства в Польше:
- В Гданьске — до 1954 года. Генеральное консульство.
- В Кракове — 1946—1947 консульство. С 1974 генеральное консульство.
- В Познани — 1946—1947 консульство, 1947—1949 вице-консульство, 1949—1951 консульство, 1959—1992 консульство, 1992—1996 генеральное консульство.

В 1972 году было открыто торговое представительство США в Польше, под названием «Отдел торговой и технической информации США», который находился — на ул. Вейской № 20 (до 1990), далее на Иерусалимских аллеях, № 56c (до 1996); ул. Познанская № 2-4 (до 2014). 
С 2014 года находится по адресу улица Кошикова, 54.
В межвоенном периоде резиденцией посла был дом Миссионерии (ул. Щвентояньска № 2, угол Замковой площади), в помещении где сейчас размещается посольство Румынии (1930). Также функции резиденции американского посла выполнял дворец Чапских (ул. Краковское предместье № 5) (1939).
На данный момент резиденцией посла является 30-комнатное здание на ул. Идзиковского № 34, построенное к 1967 году, когда послом США в Польше был Джон А. Гроновский. В здании сохранены апартаменты Генри Киссинджера, в которых он жил в период американско-китайских переговоров в Варшаве.